# Vila Karla Kaisera
Novorenesanční vila Karla Kaisera stojí v blízkosti vily Tugendhat na ulici Černopolní v Brně. Postavena byla architektem Josefem Arnoldem roku 1860.
Dům byl vůbec první vilou zdejší vilové čtvrti v Černých Polích. V dalších letech byly nedaleko ní, v zahradách nad nynější ulici Drobného, postaveny rovněž podle Arnoldových plánů další vily: vlastní stavitelova, Giskrova a již zbořená Adamčikova.
Karel Kaiser měl dům ve vlastnictví pouhých čtrnáct let. Vila pak střídala různé majitele, z nichž byl nejvýznamnější poslanec Moravského zemského sněmu a stavitel Josef Jelinek, který dům v letech 1897–1898 významně rozšířil, přestavěl a doplnil o schodišťovou věž.

## Popis
Novorenesanční vila má charakter zámečku s nárožní věžičkou. Budova stojí na umělé terase lužáneckých zahrad. Současnou podobu nabyla vila roku 1898. 
Celá stavba je v dispozici i průčelí symetricky komponovaná (vyjma přistavěné věžičky). Vila má tři trakty a jedno patro. Přízemí obsahuje čtyři velké pokoje a kuchyň. Do patra domu jsou umístěny ve všech traktech ložnice, z nichž je výhled na okolní zahrady. Schodiště bylo umístěno v severovýchodní části budovy. Postranní trakty byly v přízemí prolomeny sdruženými okny, střední trakt měl verandu s dřevěným loubím v romantizujícím dekoru se vstupem do zahrady.